# Hassan-II.-Moschee

Hassan-II.-Moschee

Großer Saal der Moschee

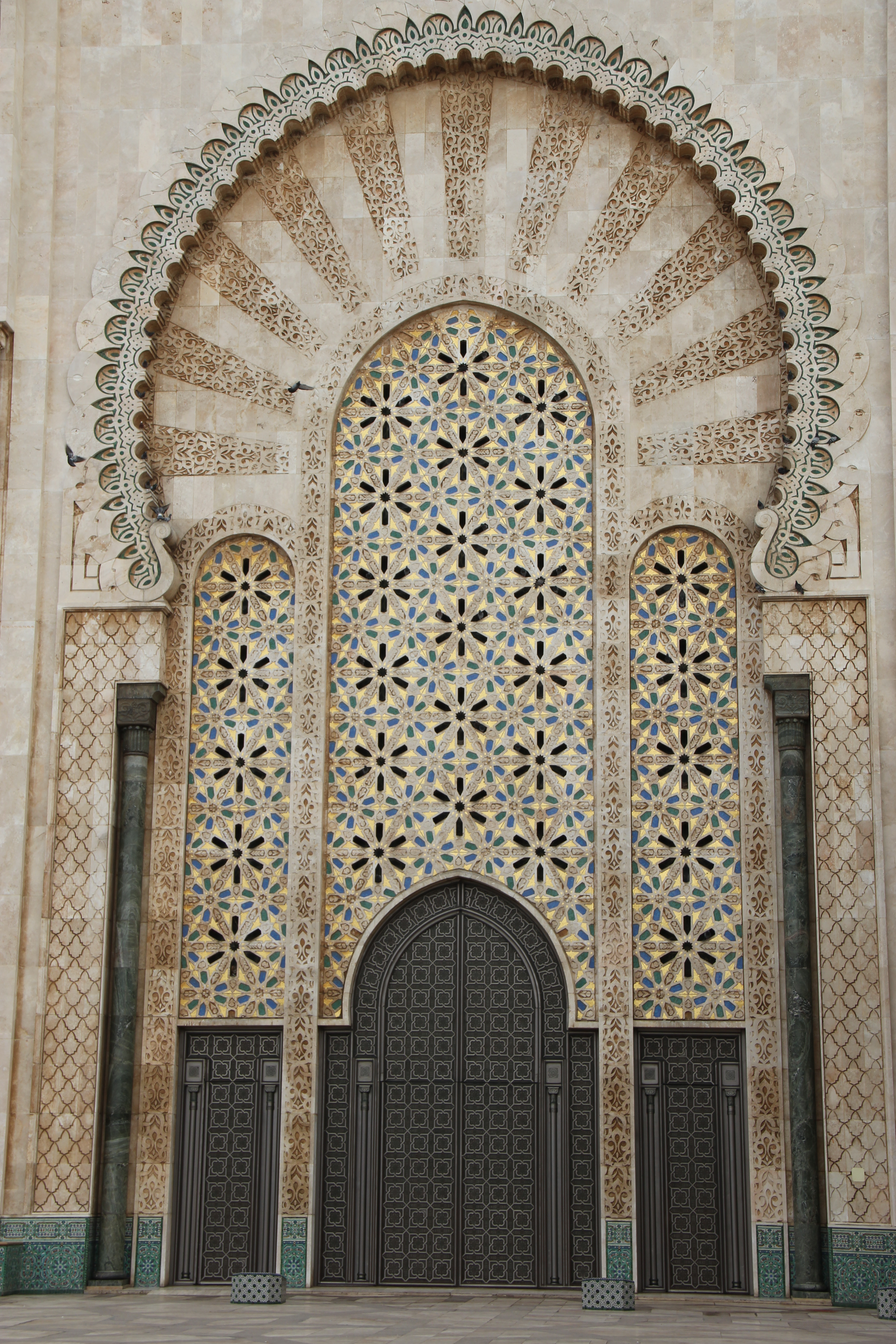
Eingangsportal

Die Hassan-II.-Moschee (arabisch مسجد الحسن الثاني Mesdschid al-Hasan ath-thānī, DMG masǧid al-ḥasan aṯ-ṯānī) in der ca. 4 Millionen Einwohner zählenden marokkanischen Großstadt Casablanca ist eine der größten Moscheen der Welt. Sie ist nach dem seit 1961 regierenden und im Jahr 1999 verstorbenen König Hassan II. benannt; sie wurde vom in Marokko lebenden französischen Architekten Michel Pinseau entworfen. Ihr Minarett ist – nach dem der im April 2019 fertiggestellten Großen Moschee von Algier – mit ca. 200 m Höhe das zweithöchste Minarett der Welt.
Die Moschee darf in den Vormittagsstunden im Rahmen von Führungen von Nicht-Muslimen gegen Eintrittsgeld betreten werden.

## Lage
Die Hassan-II.-Moschee befindet sich etwa 1 km südwestlich der Altstadt (medina) von Casablanca an der Felsküste des Atlantik. Zur Erklärung ihrer ungewöhnlichen Lage wird oft der Vergleich „Wie der Thron Allahs über dem Wasser“ herangezogen, der im Jahr 1980 in einer Rede Hassans II. erwähnt wird:

„Ich wünsche, dass Casablanca ein großes schönes Bauwerk erhält, auf das (die Stadt) bis zum Ende der Zeiten stolz sein kann... Ich will, dass dieses Bauwerk auf dem Wasser erbaut wird, denn Gottes Thron erhebt sich auf dem Wasser. Die Gläubigen, die dorthin gehen um zu beten, stehen auf festem Grund und können dort Gottes Himmel und Meer betrachten.“

## Geschichte
Die Hassan-II.-Moschee wurde in den Jahren 1986 bis 1993 gebaut, aber bereits anlässlich des 60. Geburtstags König Hassans II. im Jahr 1989 eingeweiht. Insgesamt wirkten ca. 35.000 Handwerker und Arbeiter – teilweise als Zulieferer – an der Fertigstellung der Moschee mit.
Nach offizieller Lesart war die Moschee ein Geschenk des marokkanischen Volkes an seinen König. Die mit Steuermitteln und „Zwangsspenden“, aber auch Kredite beglichenen Baukosten sowie die zahlreichen schweren Arbeitsunfälle beim Bau brachten dem Prestigebau scharfe Kritik ein. In den ersten Wochen nach der Eröffnung wurde die offizielle Beschriftung „Hassan-II.-Moschee“ des Nachts von Oppositionellen wiederholt durch den Schriftzug „Moschee des Volkes“ (arabisch مسجد الشعب Mesdschid asch-Schab, DMG masǧid aš-šaʿb) übermalt.

## Architektur
Die verwendeten Baumaterialien stammen größtenteils aus Marokko (Granit aus Tafraoute, Marmor aus der Umgebung von Agadir, Zedernholz aus dem Mittleren Atlas); die großen Kronleuchter wurden aus Murano-Glas in Venedig gefertigt. Die Baukosten werden zwischen 400 und 700 Millionen US-Dollar geschätzt. Bis zu 25.000 Personen finden in der annähernd 100 m × 200 m (= 20.000 m²) großen Gebetshalle Platz. Technische Besonderheiten sind ein sich automatisch öffnendes Dach, Fußbodenheizung in der Gebetshalle und ein grüner Laserstrahl, der nachts, 30 Kilometer in Richtung Mekka zeigt.
Der Moscheebau selbst ist ungewöhnlicherweise basilikal angelegt und endet an der Qibla-Wand, in deren Mitte sich die Mihrab-Nische befindet. Das Mittelschiff ist annähernd 40 m breit und wird von einer Artesonado-Decke überspannt; die beiden Seitenschiffe sind mit 27 m deutlich schmaler. Die Einzelformen entstammen zumeist der islamischen Tradition: Hufeisen- und Vielpassbögen, Muqarnas-Formen etc.
Andere, teilweise unterirdische Bauten des Gesamtkomplexes sind eine Madrasa (Koranschule) und ein Hammam (Bad) sowie eine Bibliothek, ein Museum und mehrere Konferenzräume.